# Ландсберг (Саксония-Анхалт)
Вижте пояснителната страница за други населени места с името Ландсберг.
Ландсберг (на немски: Landsberg (Saalkreis) е град в Саксония-Анхалт, в Североизточна Германия.
Ландсберг има 15 220 жители (към 31 декември 2012) и площ 124,74 км². Намира на ок. 19 км от град Хале (Заале) и на ок. 25 км от Лайпциг.
Градът е споменат за пръв път през 961 г. като „civitas holm“ в документ на Ото I Велики. Ландсберг е от 12 до 14 век столица на Маркграфство Ландсберг. През юли 2011 г. Ландсберг празнува своята 1050-годишнина.